# حسین‌آباد حیدر
حسین‌آباد حیدر، روستایی در دهستان ناصریه بخش ناصریه شهرستان گنبکی در استان کرمان ایران است.

## جمعیت
بر پایه سرشماری عمومی نفوس و مسکن در سال ۱۳۹۵، جمعیت این روستا برابر با ۴۵۸ نفر (۱۵۱ خانوار) بوده است.